# Guaibasaurider
Guaibasauridae är en familj med primitiva och mycket dåligt kända dinosauriesläkten. Guaibasauriderna har mycket gemensamt med herrerasaurierna, men också med "prosauropoderna" och klassificeras vanligtvis som några av de mest primitiva medlemmarna av sauropodomorpherna. Upptäckter av deras fossila kvarlevor har gjorts i England och Brasilien och alla kända fossil är från övre trias. Det är möjligt att de representerar gemensamma förfadrar till både herrerasaurier och sauropodomorpher, men mer kompletta fossil är nödvändiga för att närmare kunna bestämma deras släktskap.

## Släkten
- †Agnosphitys?
- †Guaibasaurus
- †Panphagia
- †Saturnaliinae
  - †Chromogisaurus
  - †Saturnalia